# Quinton Porter
Quinton George Porter (28 de dezembro de 1982) é um jogador profissional de futebol americano.